# Reserva Natural do Paul de Arzila
A Reserva Natural do Paul de Arzila apresenta um habitat característico do baixo Mondego, sendo um refúgio procurado por inúmeras espécies.
Na sua fauna mais característica encontram-se lontras, aves aquáticas, como pato-real, a águia-de-asa-redonda, a cegonha ou a garça-branca. A sua fauna diversificada, principalmente ornitológica, valeram-lhe a classificação como Reserva Biogenética do Conselho da Europa. Na flora sobressaem os choupos, salgueiros e loureiros, e nas encostas do vale o pinheiro bravo e o eucalipto.